# هاینکل هائی ۱۷۷
هاینکل هائی ۱۷۷ گرایف (شیردال) (به آلمانی: Heinkel He 177 Greif) یک هواگرد بمب‌افکن سنگین چهار موتوره بردبلند ساخت شرکت هاینکل در آلمان بود که در جنگ جهانی دوم در لوفت‌وافه خدمت کرد.

## طراحی
قصد لوفت‌وافه برای تولید یک بمب‌افکن راهبردی برد بلند در قالب برنامه «بمب‌افکن اورال» وزارت هوانوردی رایش، با ارائه هواگردهای دو ۱۹ و یو ۸۹، نتایج مناسبی در برنداشت لغو شد. این برنامه با درخواستی برای «بمب‌افکن آ» برای یک هواگرد بهتر جایگزین گشت. این درخواست خواهان بمب‌افکنی با حداکثر سرعت ۵۴۰ کیلومتر بر ساعت و توانایی حمل ۲٬۰۰۰ کیلوگرم بمب در برد ۱٬۶۰۰ کیلومتر با سرعت پایاسیر ۵۰۰ کیلومتر بر ساعت بود. علاوه بر این هواگرد می‌بایست قابلیت اجرای حملات شیرجه‌ای با زاویه متوسط ۴۵ درجه را می‌داشت. شرکت هاینکل، بدون رقابت، موظف به اجرای این برنامه شد. این شرکت پروژه ۱۰۴۱ خود در این رابطه را اواخر سال ۱۹۳۶ آغاز کرد.
با مدیریت فنی هاینریش هرتل، برادران گونتر هواگردی با تعداد زیادی ویژگی جدید رادیکال طراحی نمودند. این هواگرد بعداً هائی ۱۷۷ نام گرفت. بدنه هواگرد مانند یک لوله بود که دماغه صیقل‌خورده و یک جایگاه مسلسل در مخروطِ دُم داشت. پیکربندی بال‌میانی برای به حداکثر رساندن بهره‌وری نسبت اندازه بال زیادی داشت. زیر هر بال یک محفظه بمب بزرگ بود. نیروی محرکه هائی ۱۷۷ می‌بایست از چهار موتور هر یک با توان حدود ۱٬۲۰۰ اسب بخار یا دو موتور هر یک با توان حدود ۲٬۴۰۰ اسب بخار تأمین می‌شد؛ با این حال، در این زمان هیج موتوری نبود که ۲٬۴۰۰ اسب بخار توان داشته باشد. برای کاهش نیروی پسار و بهبود تحرک‌پذیری، دو موتور دو تایی دایملر-بنتس دی‌ب ۶۰۶ هر یک متشکل از دو موتور ۱۲ سیلندر وی معکوس دی‌ب ۶۰۱ در کنار هم در یک محفظه، در بال‌ها قرار گرفت. هر جفت یک ملخ را به خرچش درمی‌آورد؛ به وجهی که هواگرد ظاهر دو موتوره داشت. هائی ۱۷۷فاو-۱، نخستین پیش‌نمونه روز ۱۹ نوامبر سال ۱۹۳۹ به پرواز درآمد. با این حال داغ شدن موتور و مشکلات مداوم سازه‌ای تولید را به تأخیر انداخت. نخستین هواگرد هائی ۱۷۷آ-۱ جهت کارآزمایی‌های عملیاتی پرواز به گروه ۱ جناح ۴۰ رزمی تحویل گردید. در مجموع ۱۳۰ فروند هائی ۱۷۷آ-۱ و ۱۷۰ فروند هائی ۱۷۷آ-۳ تولید شدند. زیر مدل هائی ۱۷۷آ-۳/اِر۳ می‌توانست سه موشک ضدکشتی هنشل هااس ۲۹۳ حمل کند. هائی ۱۷۷آ-۳/اِر۵ یک توپ خودکار ۷۵ میلی‌متری در اتاقک زیر دماغه داشت. هائی ۱۷۷آ-۳/اِر۷ گونه هواگرد اژدرافکن بود. هائی ۱۷۷آ-۵ با سازه تقویت‌شده آخرین مدل به حساب می‌آمد.

## مشخصات فنی
هائی ۱۷۷:
مشخصات عمومی
- خدمه: ۶ نفر
- طول: ۲۲ متر
- طول بال: ۳۱٫۴۴ متر
- ارتفاع: ۶٫۳۹ متر
- وزن بارگذاری‌شده: ۳۱٬۰۰۰ کیلوگرم
- نیرومحرکه: ۲ × موتور جفت‌های دو تایی ۲۴ سیلندر دایملر-بنتس ۶۲۰آ: هر یک ۳٬۱۰۰ اسب بخار

عملکرد
- حداکثر سرعت: ۴۸۸ کیلومتر بر ساعت
- سقف پرواز: ۸٬۰۰۰ متر
- برد: ۵٬۵۰۰ کیلومتر

تسلیحات
- ۳ × مسلسل ۷٫۹۲ میلی‌متری یک قبضه در جایگاه دماغه و دو قبضه در اتاقک زیر دماغه
- ۲ × توپ خودکار ۲۰ میلی‌متری یک قبضه در اتاقک زیر دماغه و یک قبضه در دُم
- ۲ × مسلسل ۱۳ میلی‌متری هدایت از راه دور در برجک سقف
- ۶٬۰۰۰ کیلوگرم بمب